# Wioślarstwo na Letnich Igrzyskach Olimpijskich 2016 – czwórka bez sternika wagi lekkiej mężczyzn
Rywalizacja w czwórce bez sternika wagi lekkiej mężczyzn w wioślarstwie na Letnich Igrzyskach Olimpijskich 2016 rozgrywana była między 8 a 12 sierpnia na Lagoa Rodrigo de Freitas.
Do zawodów zgłoszonych zostało 13 osad.

## Terminarz
Wszystkie godziny podane są w czasie brazylijskim (UTC-03:00).
| Data             | Godzina   |            |
| Data             | UTC-03:00 |            |
| ---------------- | --------- | ---------- |
| 6 sierpnia 2016  | 12:20     | Eliminacje |
| 8 sierpnia 2016  | 11:00     | Repasaże   |
| 9 sierpnia 2016  | 10:50     | Półfinały  |
| 12 sierpnia 2016 | 11:44     | Finały     |

## Rekordy
| Nazwa             | Zawodnicy                                                           | Kraj  | Rezultat | Miejsce   | Data             |
| ----------------- | ------------------------------------------------------------------- | ----- | -------- | --------- | ---------------- |
| Rekord świata     | Jacob Barsøe Morten Jørgensen Jacob Larsen Kasper Winther Jørgensen | Dania | 5:43,160 | Amsterdam | 29 sierpnia 2014 |
| Rekord olimpijski | Thomas Ebert Morten Jørgensen Mads Andersen Eskild Ebbesen          | Dania | 5:47,760 | Pekin     | 17 sierpnia 2008 |

## Wyniki

### Eliminacje
Do półfinałów  awansowały dwie pierwsze osady z każdego biegu. Pozostałe osady wzięły udział w repasażach.
Bieg 1
| Pozycja | Tor | Zawodnik                                                          | Reprezentacja | Czas    | Uwagi |
| ------- | --- | ----------------------------------------------------------------- | ------------- | ------- | ----- |
| 1.      | 2   | Stefano Oppo Martino Goretti Livio La Padula Pietro Ruta          | Włochy        | 6:03,26 | Q     |
| 2.      | 1   | Jin Wei Zhao Jingbin Yu Chenggang Wang Tiexin                     | Chiny         | 6:03,43 | Q     |
| 3.      | 4   | Lucas Tramer Simon Schürch Simon Niepmann Mario Gyr               | Szwajcaria    | 6:03,52 | Q     |
| 4.      | 3   | Franck Solforosi Thomas Baroukh Guillaume Raineau Thibault Colard | Francja       | 6:07,31 |       |
| 5.      | 5   | Jan Vetešník Ondřej Vetešník Jiří Kopáč Miroslav Vraštil          | Czechy        | 6:39,95 |       |

Bieg 2
| Pozycja | Tor | Zawodnik                                                               | Reprezentacja   | Czas    | Uwagi |
| ------- | --- | ---------------------------------------------------------------------- | --------------- | ------- | ----- |
| 1.      | 3   | Jacob Barsøe Jacob Larsen Kasper Winther Jørgensen Morten Jørgensen    | Dania           | 5:58,21 | Q     |
| 2.      | 1   | Chris Bartley Mark Aldred Jono Clegg Peter Chambers                    | Wielka Brytania | 6:01,27 | Q     |
| 3.      | 4   | Spyridon Giannaros Panajotis Magdanis Stefanos Ntouskos Ioannis Petrou | Grecja          | 6:05,27 | Q     |
| 4.      | 2   | Jonathan Koch Lars Wichert Tobias Franzmann Lucas Schäfer              | Niemcy          | 6:14,87 |       |

Bieg 3
| Pozycja | Tor | Zawodnik                                                         | Reprezentacja     | Czas    | Uwagi |
| ------- | --- | ---------------------------------------------------------------- | ----------------- | ------- | ----- |
| 1.      | 2   | James Lassche Peter Taylor Alistair Bond James Hunter            | Nowa Zelandia     | 6:03,34 | Q     |
| 2.      | 3   | Robin Prendes Anthony Fahden Edward King Tyler Nase              | Stany Zjednoczone | 6:05,61 | Q     |
| 3.      | 4   | Joris Pijs Timothee Heijbrock Jort van Gennep Bjorn van den Ende | Holandia          | 6:07,88 | Q     |
| 4.      | 1   | Maxwell Lattimer Brendan Hodge Nicolas Pratt Eric Woelfl         | Kanada            | 6:19,44 |       |

### Repasaże
Trzy pierwsze osady awansowały do półfinałów.
Repasaż
| Pozycja | Tor | Zawodnik                                                          | Reprezentacja | Czas    | Uwagi |
| ------- | --- | ----------------------------------------------------------------- | ------------- | ------- | ----- |
| 1.      | 3   | Franck Solforosi Thomas Baroukh Guillaume Raineau Thibault Colard | Francja       | 6:01,18 | Q     |
| 2.      | 1   | Jonathan Koch Lars Wichert Tobias Franzmann Lucas Schäfer         | Niemcy        | 6:03,29 | Q     |
| 3.      | 4   | Jan Vetešník Ondřej Vetešník Jiří Kopáč Miroslav Vraštil          | Czechy        | 6:04,30 | Q     |
| 4.      | 2   | Maxwell Lattimer Brendan Hodge Nicolas Pratt Eric Woelfl          | Kanada        | 6:05,35 |       |

### Półfinały
Trzy pierwsze osady z każdego z półfinałów awansowały do finału A. Pozostałe osady awansowały do finału B.
Półfinał 1
| Pozycja | Tor | Zawodnik                                                          | Reprezentacja   | Czas    | Uwagi |
| ------- | --- | ----------------------------------------------------------------- | --------------- | ------- | ----- |
| 1.      | 3   | Stefano Oppo Martino Goretti Livio La Padula Pietro Ruta          | Włochy          | 6:06,56 |       |
| 2.      | 6   | Franck Solforosi Thomas Baroukh Guillaume Raineau Thibault Colard | Francja         | 6:07,32 |       |
| 3.      | 4   | James Lassche Peter Taylor Alistair Bond James Hunter             | Nowa Zelandia   | 6:08,96 |       |
| 4.      | 5   | Chris Bartley Mark Aldred Jono Clegg Peter Chambers               | Wielka Brytania | 6:10,46 |       |
| 5.      | 2   | Joris Pijs Timothee Heijbrock Jort van Gennep Bjorn van den Ende  | Holandia        | 6:12,87 |       |
| 6.      | 1   | Jonathan Koch Lars Wichert Tobias Franzmann Lucas Schäfer         | Niemcy          | 6:18,43 |       |

Półfinał 2
| Pozycja | Tor | Zawodnik                                                               | Reprezentacja     | Czas    | Uwagi |
| ------- | --- | ---------------------------------------------------------------------- | ----------------- | ------- | ----- |
| 1.      | 6   | Lucas Tramer Simon Schürch Simon Niepmann Mario Gyr                    | Szwajcaria        | 6:17,85 |       |
| 2.      | 4   | Jacob Barsøe Jacob Larsen Kasper Winther Jørgensen Morten Jørgensen    | Dania             | 6:19,62 |       |
| 3.      | 2   | Spyridon Giannaros Panajotis Magdanis Stefanos Ntouskos Ioannis Petrou | Grecja            | 6:23,95 |       |
| 4.      | 3   | Robin Prendes Anthony Fahden Edward King Tyler Nase                    | Stany Zjednoczone | 6:26,82 |       |
| 5.      | 5   | Jin Wei Zhao Jingbin Yu Chenggang Wang Tiexin                          | Chiny             | 6:27,27 |       |
| 6.      | 1   | Jan Vetešník Ondřej Vetešník Jiří Kopáč Miroslav Vraštil               | Czechy            | 6:33,43 |       |

### Finały
Finał B
| Pozycja | Tor | Zawodnik                                                         | Reprezentacja     | Czas    | Uwagi |
| ------- | --- | ---------------------------------------------------------------- | ----------------- | ------- | ----- |
| 1.      | 4   | Chris Bartley Mark Aldred Jono Clegg Peter Chambers              | Wielka Brytania   | 6:31,54 |       |
| 2.      | 5   | Jin Wei Zhao Jingbin Yu Chenggang Wang Tiexin                    | Chiny             | 6:32,78 |       |
| 3.      | 6   | Jonathan Koch Lars Wichert Tobias Franzmann Lucas Schäfer        | Niemcy            | 6:35,83 |       |
| 4.      | 3   | Robin Prendes Anthony Fahden Edward King Tyler Nase              | Stany Zjednoczone | 6:36,93 |       |
| 5.      | 2   | Joris Pijs Timothee Heijbrock Jort van Gennep Bjorn van den Ende | Holandia          | 6:37,28 |       |
| 6.      | 1   | Jan Vetešník Ondřej Vetešník Jiří Kopáč Miroslav Vraštil         | Czechy            | 6:43,52 |       |

Finał A
| Pozycja | Tor | Zawodnik                                                               | Reprezentacja | Czas    | Uwagi |
| ------- | --- | ---------------------------------------------------------------------- | ------------- | ------- | ----- |
| złoto   | 3   | Lucas Tramer Simon Schürch Simon Niepmann Mario Gyr                    | Szwajcaria    | 6:20,51 |       |
| srebro  | 2   | Jacob Barsøe Jacob Larsen Kasper Winther Jørgensen Morten Jørgensen    | Dania         | 6:21,97 |       |
| brąz    | 5   | Franck Solforosi Thomas Baroukh Guillaume Raineau Thibault Colard      | Francja       | 6:22,85 |       |
| 4.      | 4   | Stefano Oppo Martino Goretti Livio La Padula Pietro Ruta               | Włochy        | 6:25,52 |       |
| 5.      | 1   | James Lassche Peter Taylor Alistair Bond James Hunter                  | Nowa Zelandia | 6:28,14 |       |
| 6.      | 6   | Spyridon Giannaros Panajotis Magdanis Stefanos Ntouskos Ioannis Petrou | Grecja        | 6:36,47 |       |